# Trichonta altaica
Trichonta altaica är en tvåvingeart som beskrevs av Zaitzev 1994. Trichonta altaica ingår i släktet Trichonta och familjen svampmyggor. Inga underarter finns listade i Catalogue of Life.